# Marco Ferrante
Marco Ferrante (ur. 4 lutego 1971 w Velletri) – włoski piłkarz występujący podczas kariery na pozycji napastnika.

## Kariera klubowa
Karierę piłkarską Marco Ferrante rozpoczął w SSC Napoli w 1988 roku. W 1990 roku został wypożyczony do drugoligowej Reggiany, a w 1991 do Pisy. W 1992 roku powrócił do Napoli, jednak po rozegraniu 4 spotkań w styczniu 1993 został sprzedany do Parmya. Sezon 1993-94 spędził w Piacenzy, z którą spadł do Serie B. W następnych dwóch sezonach występował w drugoligowych Perugii i Salernitanie.
W 1996 przeszedł do spadkowicza z Serie A Torino FC. W klubie z Turynu występował przez osiem lat. Z Torino dwukrotnie awansował do Serie A w 1999 i 2001 oraz dwukrotnie z niej spadał w 2000 oraz 2003 roku. W barwach Torino wystąpił w 232 spotkaniach, w których strzelił 114 bramek. W pierwszej części 2001 roku Ferrante był wypożyczony do Interu Mediolan. W Interze zadebiutował 4 lutego 2001 w wygranym 3-0 meczu ligowym z Bologną. Ostatni raz w barwach czarno-niebieskich wystąpił 27 maja 2001 w zremisowanym 1-1 meczu ligowym z S.S. Lazio. W Interze rozegrał 11 spotkań i strzelił 1 bramkę w lidze.
W 2004 przeszedł do drugoligowej Catanii, jednak po pół roku wrócił do Serie A do Bologny. Z Serie A pożegnał się w 2006 roku w Ascoli. Ogółem w Serie A rozegrał 172 spotkania i strzelił 47 bramek. Karierę Ferrante zakończył w drugoligowym Hellasie Werona w 2007 roku.

## Kariera reprezentacyjna
Marco Ferrante ma za sobą występ w reprezentacji Włoch U-21. W 1992 roku pojechał na Igrzyska Olimpijskie. Na turnieju w Barcelonie był rezerwowym i nie wystąpił w żadnym spotkaniu.

## Agent piłkarski
Po zakończeniu kariery piłkarskiej rozpoczął pracę jako agent piłkarski. W czerwcu 2019 roku został mianowany dyrektorem generalnym klubu Serie D FC Messina.